# Olof Åslund
Olof Åslund född 1972 är en svensk nationalekonom och ämbetsman. 
Åslund blev filosofie doktor vid nationalekonomiska institutionen Uppsala Universitet år 2001. Därefter arbetade han som forskare vid det statliga forskningsinstitutet IFAU i Uppsala fram till 2010. Han utsågs som docent vid Uppsala Universitet år 2006. Mellan 2009 och 2019 tjänstgjorde han, parallellt med sin tjänst vid IFAU, som adjungerad professor vid nationalekonomiska institutionen vid Uppsala Universitet. Mellan åren 2010 och 2019 var Åslund generaldirektör för IFAU. Sedan 2019 är han gästprofessor vid nationalekonomiska institutionen vid Uppsala Universitet.
Åslunds forskning handlar framförallt om invandring och integration. Hans mest citerade arbeten berör betydelsen av etniska enklaver och nätverk för invandrades etablering på arbetsmarknaden. Artiklarna har publicerats i några av de mest framstående nationalekonomiska tidskrifterna såsom Quarterly Journal of Economics  och Journal of Labor Economics.
Åslund har även författat ett stort antal populärvetenskapliga artiklar. År 2005 mottog han Myrdalpriset för bästa artikel i tidskriften Ekonomisk Debatt för artikeln “11 september och etnisk diskriminering på den svenska arbetsmarknaden” skriven tillsammans med Dan-Olof Rooth. Han har även författat ett antal populärvetenskapliga böcker utgivna av SNS förlag.
Åslund var forskningsledare vid Studieförbundet Näringsliv och Samhälle (SNS) under perioden 2005 till 2007 och är ledamot av Delegationen för migrationsstudier (Delmi) sedan 2014.